# Ózd tömegközlekedése
Ózd tömegközlekedése két ágazatból, az autóbuszhálózatból és a Miskolc–Bánréve–Ózd-vasútvonalából áll, melynek együttes üzemeltetését a MÁV Személyszállítási Zrt. végzi. A buszjáratok üzemeltetéséről 2019-től 2024-ig óta a Volánbusz gondoskodott, előtte az ÉMKK Zrt., 2015 elejéig pedig a Borsod Volán volt a szolgáltató. A helyi közlekedésben a busztársaság 12 járművel (2 csuklós, 10 szóló) van jelen, 20 helyi viszonylaton. Míg a MÁV Személyszállítási Zrt. vasúti tömegközlekedést Bánréve és Miskolc irányába szolgáltat, addig autóbusszal többek között Budapest, Debrecen, Miskolc, Eger, Kazincbarcika és Putnok felé is üzemeltet részben távolsági viszonylatokat.
A város közúton történő megközelítése 2 fő irányból lehetséges, kelet felől Miskolctól a 26-os számú főútvonalon Bánrévéig, Bánrévétől a 25-ös számú főútvonalon a városig, dél felé, Eger felé tovább a 25-ösön tovább, valamint szintén délről, de Salgótarjántól a 23-as, majd a 25-ös főútvonalakról. A főváros, Budapest irányából az M3-as autópályán vagy a 3-as számú főúton kelet felé haladva, majd Gyöngyös felé letérve a 24-es számú, majd Egertől a 25-ös számú főútvonalról érhető el a város.

## Ózd közösségi közlekedésének története

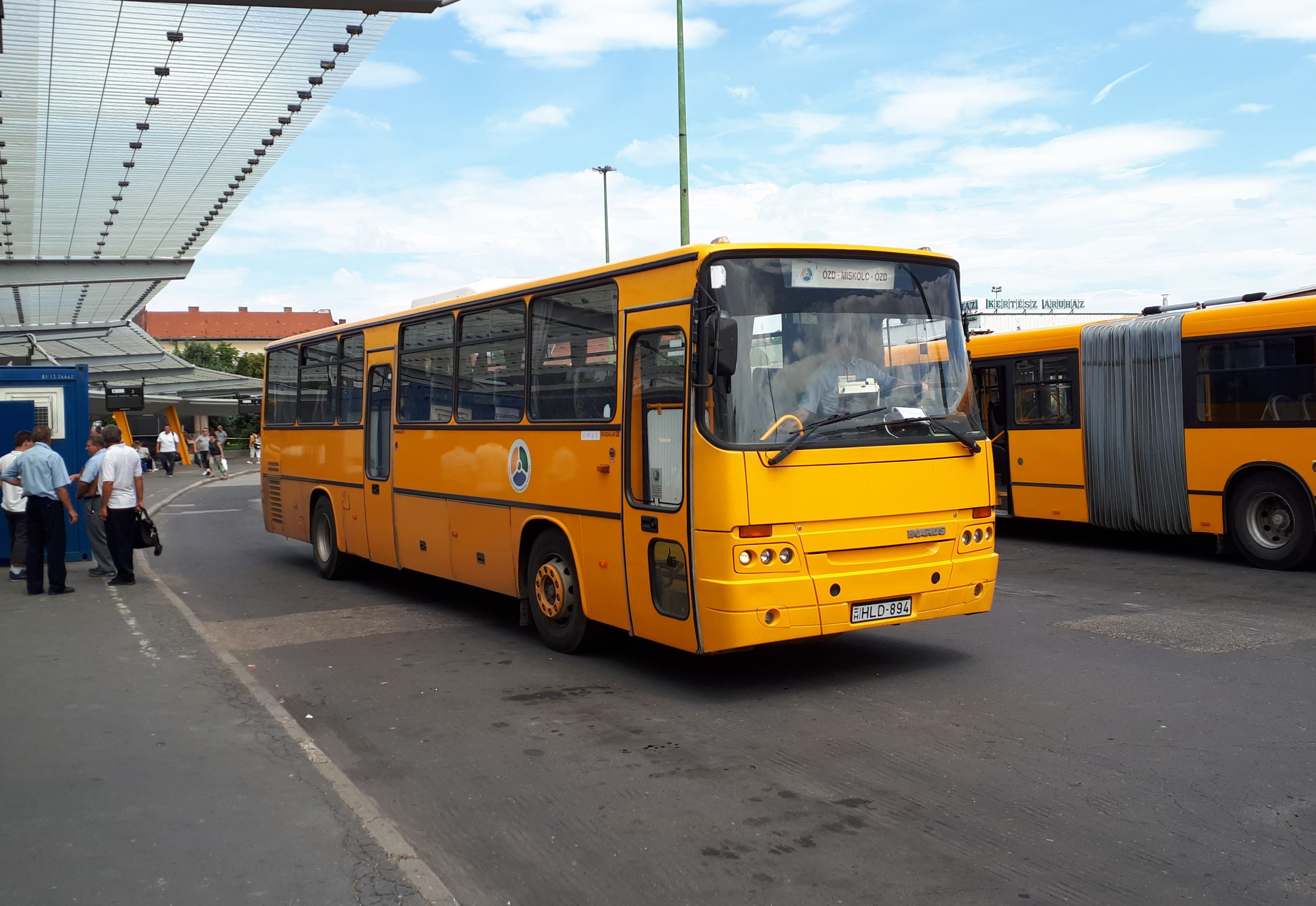
Ikarus C56 a Miskolc - Ózd autóbusz-járaton.

### Ózdi AKÖV
Ózdon a tömegközlekedés 1946-ban kezdődött. Először teherautó alvázakra épített buszokat használtak, amiket a 60-as években Ikarus 30-as, 31-es, 60-as, 620-as és IC-620-as autóbuszok váltottak. A helyi vonalakból sokkal kevesebb volt, mint napjainkban. Ózd helyi autóbusz-vonalai az alábbiak voltak:
- 3, 4, 6, 7, 8, 20, 26.

### III. sz. Volán
Később Ikarus 55-ös, 66-os,  556-os, 557-es és 180-as buszokat is forgalomba állítottak. Ezeket a 70-es években váltotta a 200-as sorozat. 1980-ra már a helyi vonalakon szinte csak Ikarus 260-asok és 280-asok, a helyközieken csak Ikarus 250, 256, 260, 266, és 280-asok jártak. Új helyi viszonylatok is létrejöttek:
- 1, 1B, 1Y, 2B, 3, 3A, 4, 6, 7, 8, 8A, 20, 22, 23, 26, 33.

A 80-as években megépült a Bolyki főút, ami  a 2-es, 2A, 2K, 2Y, 20A és 24-es buszvonalak létrehozását tette lehetővé. Ezzel a 2B, 20-as, és 23-as busz útvonala is változott, és csak a 22-es busz maradt a Március 15. úton. Ez sokáig így is maradt. Ilyenkor épült meg az ózdi autóbusz állomás (indító). A helyközi vonalakra Ózd kapott egy Ikarus 263.01-es típusú buszt is, rendszáma: BPH-223.

### Borsod Volán
1992-ben Létrejött a Borsod Volán, ami a 3-as számú Volán vállalatot váltotta fel. Megszűnt az 1B, 1Y, 2B, 2K, 2Y, 5, és 24-es járat, és a 90-es években sok Ikarus buszt selejteztek.

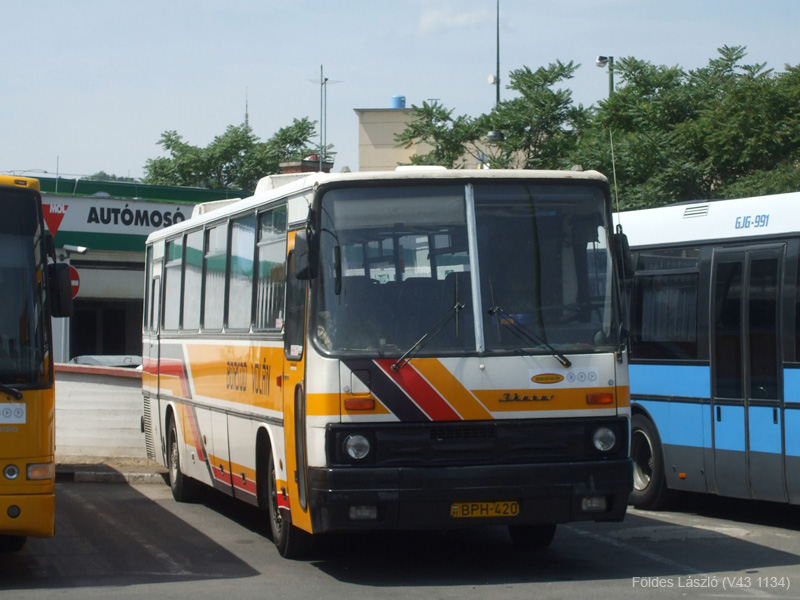
A Borsod Volán egyik Ikarus 250 típusú autóbusza Miskolcon.

Az Ikarus 250- és 256-osokat újabb Ikarus 395-ösökre és Mercedes Intourokra cserélték, és a 250-256-osok nagyrésze helyközi vonalakra kerültek át. 1998-ban az Ikarus épített egy speciális Ikarus 263.10-eset, ami a típus többi tagjával ellenkezőleg kapott egy falat a vezetőfülke és az utastér közé, ezért csak az első ajtó fél szárnyán lehetett felszállni. Egy évvel később Ózdra került, és a 8-as és 22-es járaton állt forgalomba legtöbbször. Rendszáma: GVM-022. 2013-ban a falat kiszedték a buszból.
2000 után a Borsod Volán felfrissítette a régi helyközi állományt Ikarus C56-osokkal, 3 Ikarus C80-assal, néhány Credo EC 12-essel, MAN SL283-assal, Volvo Alfa Regio-val, és Mercedes Conecto G-vel, és 2009-ben egy Volvo 7700A-val (LKZ-122). Ez a busz viszont Miskolchoz tartozott, csak Ózdra járt. A helyi állományt 2002-ben 4 Mercedes Conecto-val (HPE-338, 339, FLZ-192, IFC-307), 2007-ben egy Volvo 7700A-val, és 2008-ban egy Mercedes Conecto LF-el. Az Ikarus 280.06-osok meg elfogytak Ózdról. 2001-ben selejtezték a BHK-481 rendszámú Ikarus 280.33-asat is. 2010-ben a BHK-486-os Ikarus 280.33 és a BHK-479-es Ikarus 280.52 Miskolcra került villamospótlóbusznak. 2012-ben megszűnt a 3-as vonal, 2013-ban meg az egyetlen ózdi ráncajtós Ikarus 280.02-eset, a CKH-504-et is selejtezték. A BHK-484-es Ikarus 280.33-as szinte csak a 33-as vonalon járt azóta és fehér ajtókat kapott. Akkor ezeken a vonalakon jártak autóbusz-járatok:
- 1A, 2, 2A, 2T, 2AT, 4, 7, 7A, 8, 8A, 12, 12A, 12T, 12AT, 20, 20A, 20T, 20AT, 22, 26, 26A, 33, 33A.

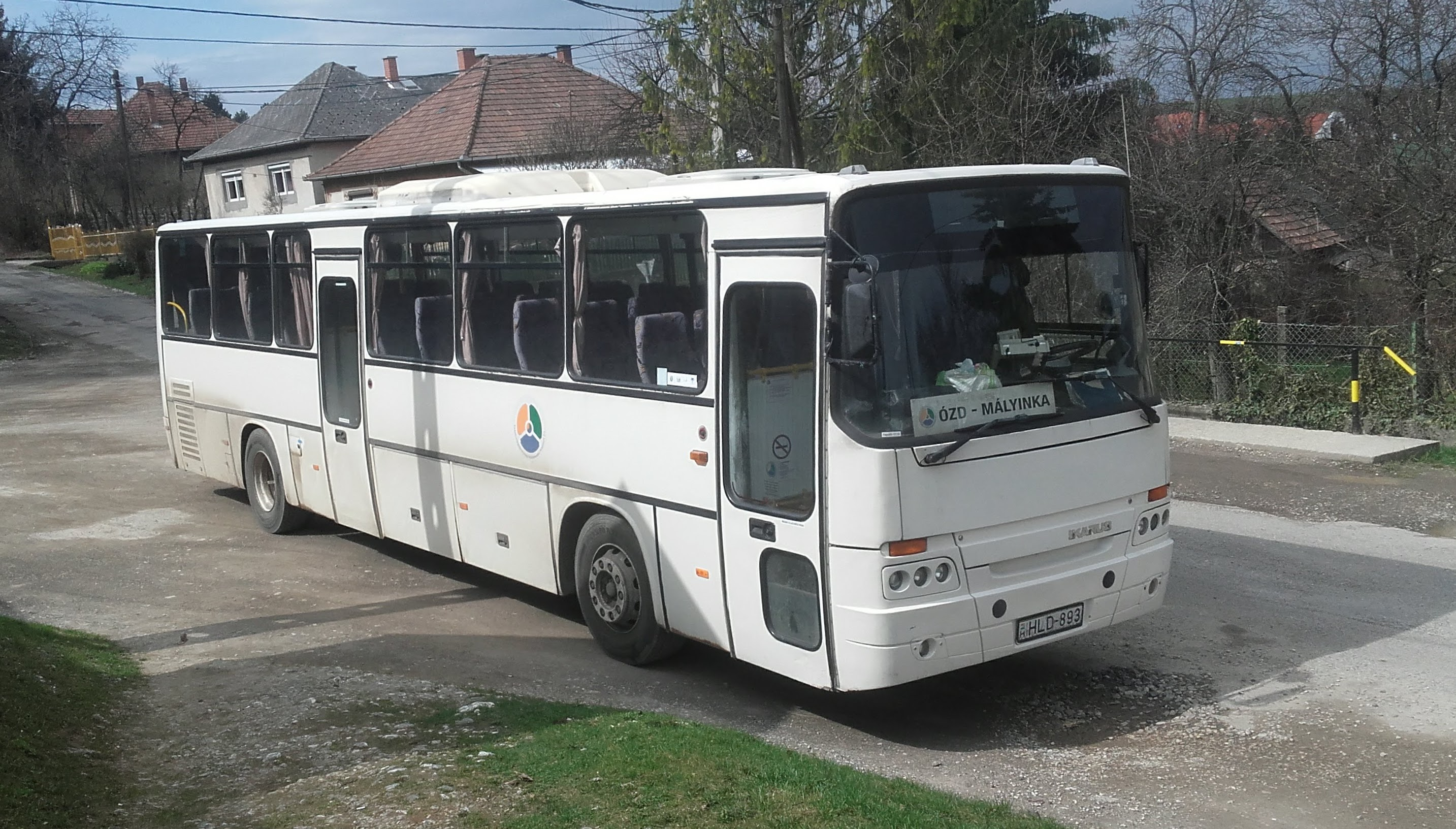
Ikarus C56 Mályinka és Ózd helyközi vonalon.

### ÉMKK
2015 Januárjában átvette Ózd buszközlekedését az Északmagyarországi Közlekedési Központ Zrt., és sok buszt átmatricáztak ÉMKK logósra. Ekkor jött három MAN SL222-es is (LOL-835, 838, 844). 2016-ban még két MAN SL-223-as is jött (IEB-716, 717), és egy Ikarus C80.30M (HZE-122). 2016-17-ben leselejtezték az összes Ikarus 260-asat és a GVM-022 helyközi vonalakra került át. Ez azért volt, mert 10 darab MAZ-103-asra cserélték őket le (KKD-480 – 489). A menetrend is megváltozott, sok buszvonalat megszüntettek. Ezek maradtak:
- 1A, 2, 2A, 4, 7, 8, 20, 20A, 22, 26, 33.

2017-ben leselejteztek két Ikarus 280.33-asat (BHK-483, 484), a helyi Mercedesek, MAN SL-223-asok, és a LOL-838 elkerült Ózdról, és leselejtezték az összes ózdi Ikarus távolsági buszt. 2019-ben 3 Ikarus C80.40A (HXT-685, 688, 690), egy Ikarus 280.40A (HCC-475), egy Ikarus 263.10 (KUU-214), és egy 280.40M (DUD-999) került Ózdra. 

### Volánbusz

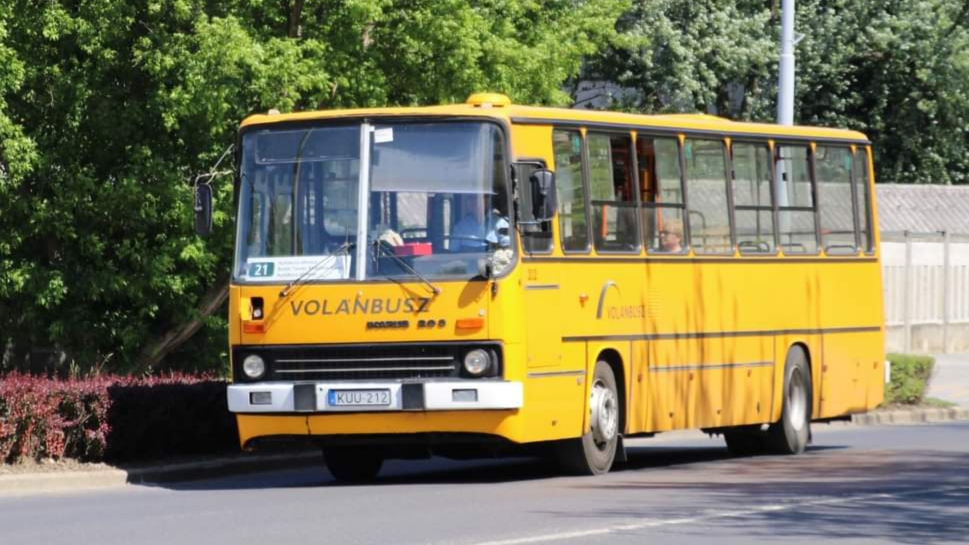
Ikarus a körjáraton

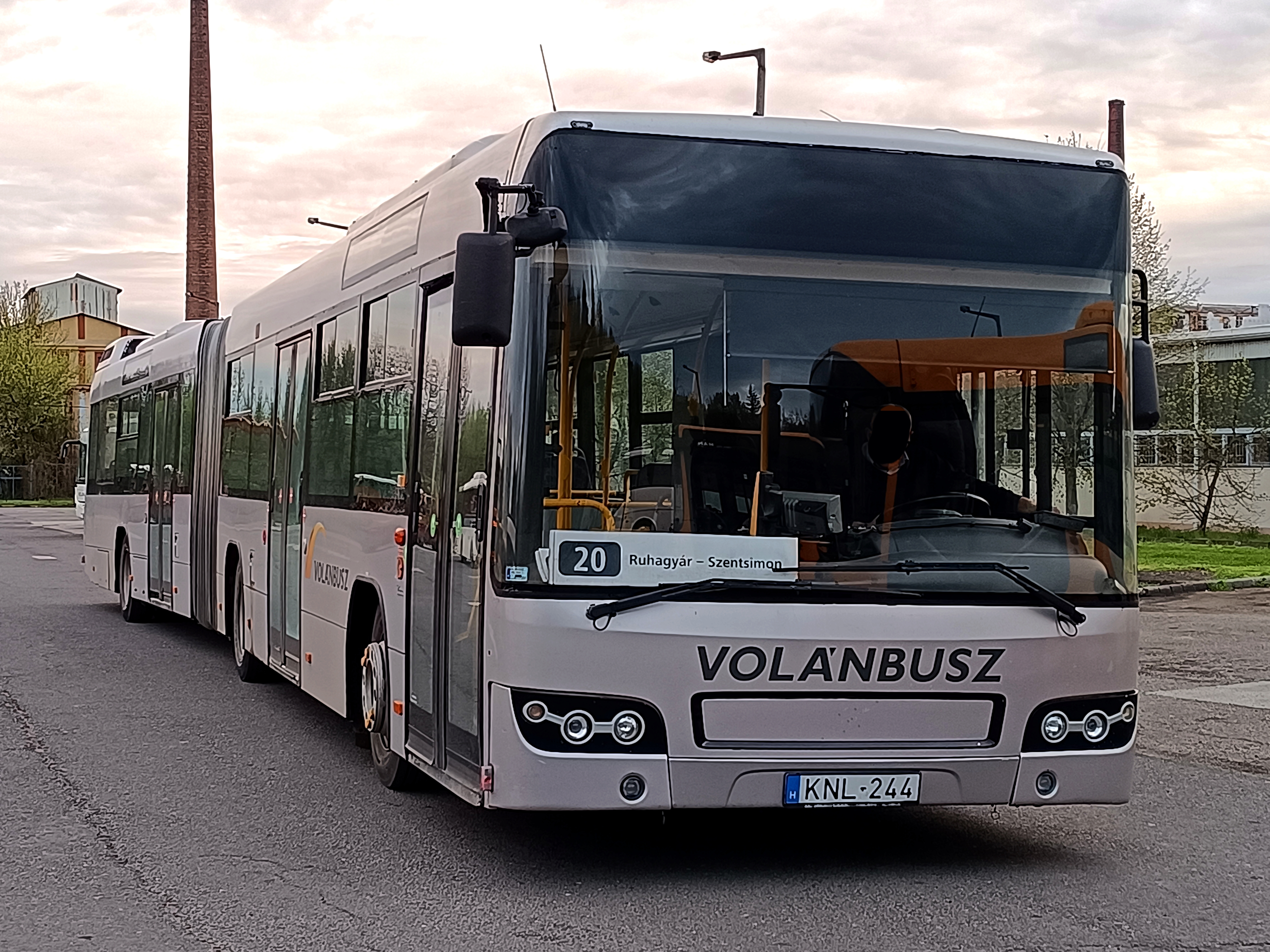
Az egyik csuklós helyi viszonylatokban

2019-től a Volánbusz Zrt. üzemeltetette a helyijáratokat Ózdon belül, minden buszt átmatricáztak Volánbusz logósra. Még ebben az évben elkerült a városból 3 Ikarus 280-as: BHK-478, 480, 482. Új járatokat is indítottak: 74-es (a 7-es és a 4-es összevont járata), 2E, 21. 2020-ban 8 új Mercedes C1 (JVP-023, 024, 041, 042, 043, 044, 045, és 048) jött a városba a MAZ-103-asak helyére, amiket 2021-ben leselejteztek. Ebben az évben az összes 200-as Ikarustól megszabadult Ózd, és 9 Credo Econell 12, 3 Volvo 7700A (KNL-241, 244, KXH-604), és 4 MAN A23 típusú busz jött helyettük. 2022-ben megváltozott a menetrend, és újraosztották a járatokat, többnyire követve a jól bevált felépítést. Ezzel a menetrendi változtatással egy logikusabb, számozási rendszert hoztak létre, melyben a különböző számok az egyes városrészeket jelölik, és a városrészeket összekötő járatok a két számot használják fel.
- 1, 2, 2A, 3, 4, 6, 7, 8, 12, 20, 20A, 21, 23, 26, 46, 47, 63, 68, 74, 76, 78.

| A számozási rendszer | A számozási rendszer            | A számozási rendszer        |
| Számozás             | Városrész / Közterület          | Megalakult buszvonalak      |
| -------------------- | ------------------------------- | --------------------------- |
| 1                    | Kórház                          | 12, 21                      |
| 2                    | Bolyok                          | 2A, 12, 20, 20A, 21, 23, 26 |
| 3                    | Sajóvárkony, Bánszállás, Center | 23, 63                      |
| 4                    | Tábla                           | 46, 47, 74                  |
| 6                    | Somsály                         | 26, 46, 63, 68, 76          |
| 7                    | Szenna                          | 47, 74, 76, 78              |
| 8                    | Uraj, Susa                      | 68, 78                      |

Új autóbuszok is forgalomba álltak ebben az évben:
- 1 darab Volvo 7000 (JKM-790)
- 1 darab Ikarus 263 (KUU-212)
- 1 darab Ikarus E127 (NOC-283)
- 1 darab MAN SL223 (SAU-592)
- 1 darab Ikarus C80.30M (HNF-497)

Az év végén még leselejteztek néhány C56-osat, az összes Ikarus C80-asat (a HNF-497-eset kivéve), és két Volvo 7700A (KNL-241, KXH-604) elkerült Ózdról. 3 Mercedes C1 szintén elkerült a városból, egy meg leégett.
2023 telén leselejtezték a KUU-212-eset is. Tavasszal két szegedi autóbusz került Ózdra, egy Volvo 7000 és egy Volvo 7700. A Mercedes Citarokat és a C56-osokat leselejtezték, és 3 MAN SL283-asat szállítottak Ózdra (IPJ-471, JEL-058, JNF-315). A helyközi vonalakon meg egy Ikarus 256.42-es állt forgalomba (JSZ-375). Nyáron a három helyi csuklóst félretették tartalékbusznak. A viszonylatok többnyire nem változtak, kivéve az Ózd – Domaháza vonal, amely innentől fogva a Kórházig jár bizonyos időszakokban. Ekkor számozták át a kocsiállásokat, és a járatok indulási helyét is megváltoztatták.

## Közúti megközelítés

### Főbb útvonalak
25-ös számú főútvonal (Ózd)
A 82 km hosszú, Ózdon áthaladó másodrendű főút, egyben Ózd városának főútvonala, ami északról belépve, majd dél felé elhagyva szeli át a várost. Az út kezdete Bánréve a 26-os számú főútvonal vége, majd Kerecsendnél a 3-as számú főútvonalba torkollik.

### Csomópontok
Autóbusz-állomás (Ózd)
Ózd központjában helyezkedik el a város autóbusz-állomása. A helyi járatok többsége innen indul és ide érkezik, ezek az 1-es, a 2A-s, a 3-as, a 4-es, a 6-os, a 7-es, a 8-as, a 20A-s, a 26-os, a 47-es, a 74-es és a 78-as buszjáratok, valamint egyben ez a helyközi autóbuszvonalak induló- és végállomása is. A helyiek körében Indítóként nevezett.
Kórház (Ózd)
Az Indítótól délre kb. 2 km-re terül el a város Almássy Balogh Pál Kórháza, tömegközlekedési szempontból egy kisebb állomásnak felel meg, mivel innen indul és ide érkezik be a helyi járatok egy kisebb száma, többek között az 1-es, a 2-es, a 4-es, a 8-as, a 12-es, a 20-as és a 21-es buszjáratok.
Vasútállomás (Ózd)
A vasútállomás a városközponttól északra kb. 1 km-re található. Innen indul és ide érkezik a Miskolc–Bánréve–Ózd-vasútvonal, ami Miskolc és Ózd között közlekedik. A vasútállomás közelében nincs buszpályaudvar, csak az itt áthaladó helyi és helyközi autóbuszjáratokat lehet igénybe venni célunk elérése érdekében. A 4-es, a 7-es, a 8-as, a 12-es, a 21-es, a 46-os, a 47-es, a 68-as, a 74-es, a 76-os és a 78-as buszjáratok.

## Helyi tömegközlekedés

### Helyi vonalhálózat
| Helyi vonalhálózat | Helyi vonalhálózat                                                           | Helyi vonalhálózat | Helyi vonalhálózat | Helyi vonalhálózat                                                                       |
| Vonalszám          | Viszonylat                                                                   | Távolság           | Menetidő           | Megjegyzés                                                                               |
| ------------------ | ---------------------------------------------------------------------------- | ------------------ | ------------------ | ---------------------------------------------------------------------------------------- |
| 1                  | Autóbusz-állomás – Kórház                                                    | 1.8 km             | 5 perc             |                                                                                          |
| 2                  | Kórház – Ruhagyár                                                            | 5.6–6.0 km         | 20–25 perc         | Egy járat az autóbusz-állomást is érinti                                                 |
| 2A                 | Autóbusz-állomás – Ruhagyár                                                  | 4.2 km             | 15 perc            |                                                                                          |
| 3                  | Autóbusz-állomás – Center                                                    | 8.6 km             | 18 perc            |                                                                                          |
| 4                  | Kórház / Autóbusz-állomás – Vasútállomás – Tábla                             | 4.7–6.5 km         | 15–20 perc         | Munkanapokon a Kórháznál is végállomásozik                                               |
| 6                  | Autóbusz-állomás – (Nyárjasalja utca –) Somsály                              | 7.5–8.8 km         | 18–20 perc         |                                                                                          |
| 7                  | Autóbusz-állomás – Vasútállomás – Szenna                                     | 4.3 km             | 12 perc            |                                                                                          |
| 8                  | Kórház / Autóbusz-állomás – Uraj – Susa                                      | 9.1–10.9 km        | 20–25 perc         | Munkanapokon a Kórháznál is végállomásozik                                               |
| 12                 | Kórház ➝ Autóbusz-állomás ➝ Március 15. utca ➝ Autóbusz-állomás ➝ Kórház     | 12.2 km            | 35 perc            | A Kórházat és Bolyokot érintő körjárat a Március 15. utcán keresztül. Párja a 21-es busz |
| 20                 | Kórház – Szentsimon                                                          | 8.5 km             | 25 perc            |                                                                                          |
| 20A                | Autóbusz-állomás – Szentsimon                                                | 7.0 km             | 20 perc            |                                                                                          |
| 21                 | Kórház ➝ Autóbusz-állomás ➝ Március 15. utca ➝ Autóbusz-állomás ➝ Kórház     | 12.2 km            | 35 perc            | Bolyokot és a Kórházat érintő körjárat a Március 15. utcán keresztül. Párja a 12-es busz |
| 23                 | Center ➝ Petőfi tér ➝ Autóbusz-állomás ➝ Bolyki Tamás utcai általános iskola | 13.1 km            | 32 perc            | A 2-es és 3-as helyijáratok összevont járata munkanapokon, csak Centerről                |
| 26                 | Autóbusz-állomás ➝ Bolyki Tamás utcai általános iskola ➝ Somsály             | 12.0 km            | 30 perc            | A 2-es és 6-os helyijáratok összevont járata hétvégén                                    |
| 47                 | Autóbusz-állomás ➝ Tábla ➝ Szenna ➝ Autóbusz-állomás                         | 14.4 km            | 40 perc            | A 4-es és 7-es helyijáratok összevont körjárata. Párja a 74-es busz                      |
| 63                 | Somsály ➝ Center                                                             | 15.8 km            | 30 perc            | A 3-as és 6-os helyijáratok összevont járata hétvégén, csak Somsályról                   |
| 68                 | Somsály ➝ Autóbusz-állomás ➝ Uraj ➝ Susa                                     | 16.9 km            | 39 perc            | A 6-os és 8-as helyijáratok összevont járata szabadnapokon, csak Somsályról              |
| 74                 | Autóbusz-állomás ➝ Szenna ➝ Tábla ➝ Autóbusz-állomás                         | 14.4 km            | 40 perc            | A 4-es és 7-es helyijáratok összevont körjárata. Párja a 47-es busz                      |
| 76                 | Szenna – Autóbusz-állomás – Somsály                                          | 12.0 km            | 31 perc            | A 7-es és 6-os helyijáratok összevont járata.                                            |
| 78                 | Autóbusz-állomás – Szenna – Uraj – Susa – Uraj – Szenna – Autóbusz-állomás   | 29.6 km            | 57 perc            | A 7-es és 8-as helyijáratok összevont járata, esetenként körjárat                        |

#### Megszűnt autóbuszvonalak
| Megszűnt autóbuszvonalak | Megszűnt autóbuszvonalak                                                           | Megszűnt autóbuszvonalak | Megszűnt autóbuszvonalak | Megszűnt autóbuszvonalak                                                                                |
| Vonalszám                | Viszonylat                                                                         | Távolság                 | Menetidő                 | Megjegyzés                                                                                              |
| ------------------------ | ---------------------------------------------------------------------------------- | ------------------------ | ------------------------ | --- |
| 1                        | Vasútállomás – Gyujtó tér – Kórház                                                 | 3.2 km                   | 8 perc                   | |
| 1A                       | Autóbusz-állomás – Kórház                                                          | 1.8 km                   | 5 perc                   | A későbbiekben 1-es jelzéssel közlekedik                                                                |
| 1B                       | Autóbusz-állomás – Vasútállomás                                                    | 1.2 km                   | 3 perc                   | |
| 1M                       | Autóbusz-állomás – Mogyorósvölgy                                                   | 1.8 km                   | 5 perc                   | |
| 1Y                       | Autóbusz-állomás – Pázmány utca                                                    | 2.8 km                   | 6 perc                   | Helyén helyközi autóbuszok közlekednek                                                                  |
| 2AT                      | Autóbusz-állomás – Tesco – Bibó István utca                                        | 5.2 km                   | 21 perc                  | Kiegészítő járat a Tesco áruház érintésével                                                             |
| 2B                       | Vasútállomás – Autóbusz-állomás – Bibó István utca / Ruhagyár                      | 4.6 / 5.7 km             | 13 / 17 perc             | |
| 2E                       | Kórház – Autóbusz-állomás – Bolyki Tamás utcai általános iskola – Autóbusz-állomás | 5.0–5.3 km               | 15–17 perc               | A későbbiekben 21-es/23-as jelzéssel közlekedik                                                         |
| 2K                       |                                                                                    |                          |                          | |
| 2T                       | Kórház – Tesco – Ruhagyár                                                          | 7.9 km                   | 27 perc                  | Kiegészítő járat a Tesco áruház érintésével                                                             |
| 2Y                       | Ruhagyár – Gyár utca                                                               |                          |                          | |
| 3                        | Autóbusz-állomás – Várkonyi temető                                                 | 4.6 km                   |                          | A 3-as jelzést a centeri autóbuszvonal veszi át                                                         |
| 3A                       | Autóbusz-állomás – Bánszállási elágazás                                            | 4.1 km                   |                          | |
| 5                        | Autóbusz-állomás – Cipó – Autóbusz-állomás                                         | 3.7 km                   | 10 perc                  | Körjárat                                                                                                |
| 6                        | Autóbusz-állomás – Farkaslyuk                                                      |                          |                          | Helyén helyközi autóbuszok közlekednek (célpontosan: 4101, 4158)                                        |
| 7A                       | Autóbusz-állomás – Szenna, fűszerbolt                                              | 3.7 km                   | 11 perc                  | |
| 8A                       | Autóbusz-állomás – Uraj                                                            | 5.0 km                   | 12 perc                  | |
| 12                       | Kórház – Bibó István utca                                                          | 4.8 km                   | 14–15 perc               | A későbbiekben meghosszabbított és eltérő útvonalon jár a Március 15. utca felé a vasútállomás irányába |
| 12A                      | Autóbusz-állomás – Bibó István utca                                                | 3.2 km                   | 10 perc                  | A 2A buszvonal párja a Bibó István utcáig                                                               |
| 12AT                     | Autóbusz-állomás – Tesco – Bibó István utca                                        | 5.2 km                   | 16 perc                  | Kiegészítő járat a Tesco áruház érintésével                                                             |
| 12E                      | Autóbusz-állomás – Bolyki Tamás utcai általános iskola                             | 4.0 km                   | 12 perc                  | A 2E buszvonalból válik ki, a későbbiekben a 21-es jelzéssel közlekedik                                 |
| 12K                      |                                                                                    |                          |                          | |
| 12T                      | Kórház – Tesco – Bibó István utca                                                  | 6.8 km                   | 21 perc                  | Kiegészítő járat a Tesco áruház érintésével                                                             |
| 20AT                     | Autóbusz-állomás – Tesco – Szentsimon                                              | 9.0 km                   | 27 perc                  | Kiegészítő járat a Tesco áruház érintésével                                                             |
| 20T                      | Kórház – Tesco – Szentsimon                                                        | 10.5 km                  | 33 perc                  | Kiegészítő járat a Tesco áruház érintésével                                                             |
| 21                       | Autóbusz-állomás – Brassói út – Ruhagyár                                           | 4.8 km                   | 14 perc                  | A 21-es jelzést a Március 15. utcán járó, Bolyok felől érkező körjárat veszi át                         |
| 21A                      |                                                                                    |                          |                          | |
| 22                       | Autóbusz-állomás – Március 15. utca – Ruhagyár                                     | 5.5 km                   | 16 perc                  | A későbbiekben meghosszabbított és 12-es jelzéssel jár                                                  |
| 23                       | Bánszállás – Ruhagyár                                                              | 12.1 km                  | 31 perc                  | A későbbiekben meghosszabbított és eltérő útvonalon jár                                                 |
| 24                       |                                                                                    |                          |                          | |
| 26                       | Autóbusz-állomás – Somsály                                                         | 7.4 km                   | 19 perc                  | A későbbiekben 6-os jelzéssel jár                                                                       |
| 26A                      | Autóbusz-állomás – Hódoscsépány – Somsály                                          | 8.5 km                   | 23 perc                  | A későbbiekben 6-os jelzéssel jár                                                                       |
| 33                       | Autóbusz-állomás – Center, Salakfeldolgozó                                         | 9.2 km                   | 19 perc                  | A későbbiekben lerövidített útvonalon és 3-as jelzéssel jár                                             |
| 33A                      | Autóbusz-állomás – Center                                                          | 8.7 km                   | 18 perc                  | A későbbiekben 3-as jelzéssel jár                                                                       |
| 46                       | Tábla – Autóbusz-állomás – Somsály                                                 | 12.4 km                  | 35 perc                  | |

### Helyi járműállomány
Ózd helyi autóbusz-közlekedését a MÁV Személyszállítási Zrt. látja el. 2018-ban a helyi járműpark gyökeresen megváltozott, az összes szóló jármű, valamint 3 csuklós autóbusz helyére korszerűbb járművek kerültek. A helyi szóló járművekből van 3 darab sárga és 7 darab fehér színű is, a csuklós járművek között van egy sárga, és egy szürke.  A viszonylatjelzéseket a szélvédőn alul fedezhetjük fel és így különböztethetjük meg a helyi vonalakat egymástól.
Szóló járművek

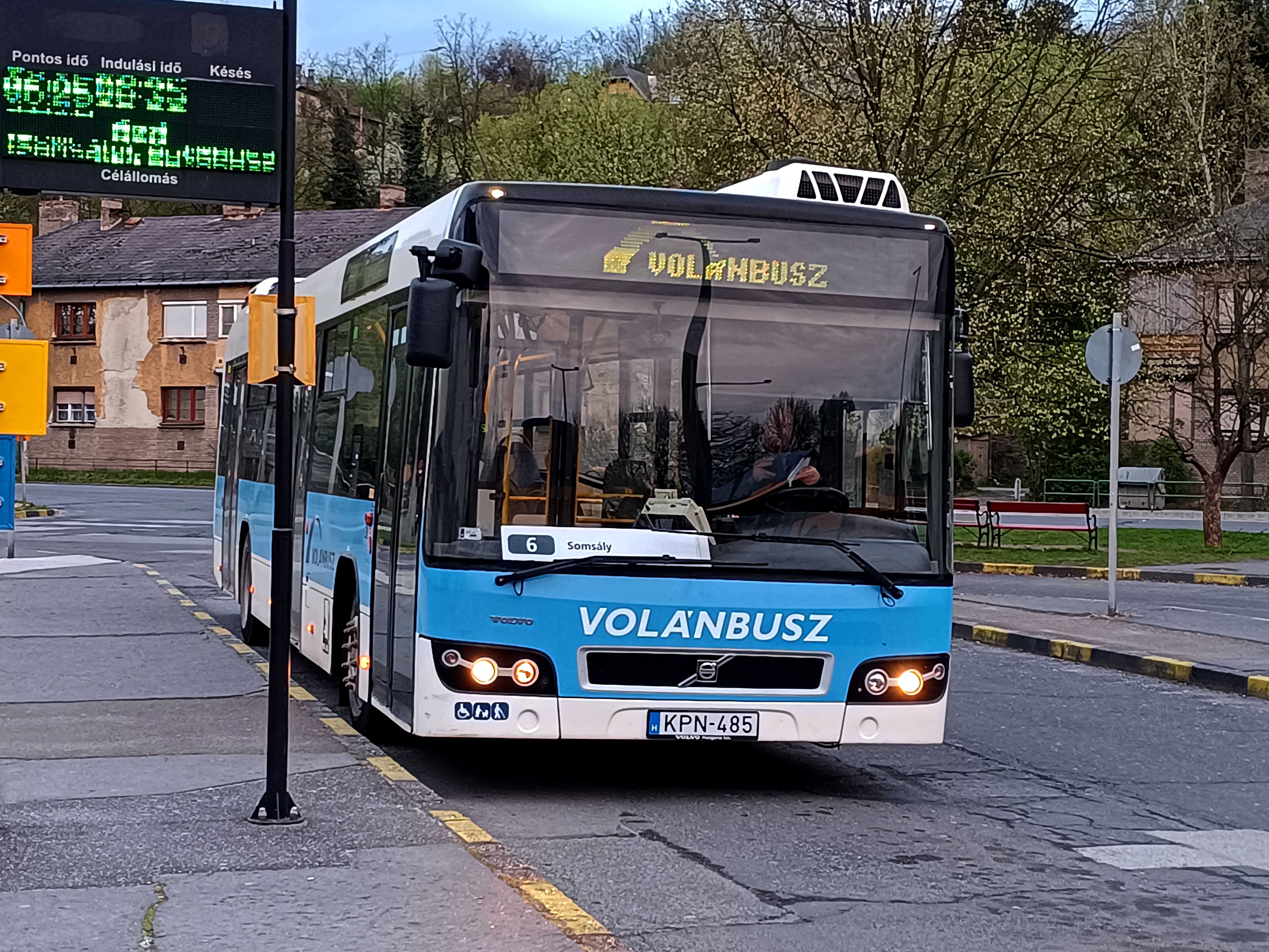
Somsályi busz

- 1 darab MAN SL 223 tíbusú autóbusz (SAU-592)
- 4 darab Volvo 7000 típusú autóbusz (JAW-724, 725, 728, JKM-790)
- 1 darab Volvo 7700 típusú autóbusz (KPN-485)
- 3 darab Ikarus V134 típusú autóbusz (KXG-162, 163, 164)

Csuklós járművek
- 2 darab Volvo 7700A típusú autóbusz (FLX-357, KNL-244)

### Helyi tarifák
A MÁV Személyszállítási Zrt. Ózd város közigazgatási területén az általa üzemeltetett járatokon elsőajtós felszállási rendszert alkalmaz. Az autóbuszjáratok utolsó megállóhelyei egyben végállomások is. A végállomáson az autóbuszról le kell szállni.
Menetjegy
A menetjegyet bárki, bármilyen célú utazásra megválthatja. Annak az utasnak, aki utazáshoz más érvényes utazási igazolvánnyal nem rendelkezik, menetjegyet kell váltania. A menetjegy a helyi autóbuszvonal teljes hosszán érvényes. Útmegszakítás esetén a menetjegy a további útszakaszra érvényességét veszíti. A menetjegy használatára az jogosult, aki azzal az utazást megkezdte.
Bérletigazolvány
A bérletjegy csak a MÁV Személyszállítási Zrt. által kiállított, ideiglenes igazolvánnyal, illetve bérletkártyával együtt érvényes. A bérletjegyekre fel kell vezetni a bérletkártya számát. A bérletkártyát és bérletet olyan tokba kell elhelyezni, amely az ellenőrzést lehetővé teszi.
Viteldíjak
A helyi járat díjtételeit Ózd Város Önkormányzata és a MÁV Személyszállítási Zrt. között megkötött közszolgáltatási szerződés határozza meg.
Bérletek új érvényességi területei (2022. augusztus 1-jétől)
| Vonalas bérlet száma | A bérlettel igénybe vehető viszonylatok      |
| -------------------- | -------------------------------------------- |
| 3                    | 1, 3, 23 4101, 4102                          |
| 4                    | 1, 4, 46, 47, 74 1384 4104                   |
| 6                    | 6, 26, 46, 68, 76                            |
| 7                    | 7, 47, 74, 76, 78                            |
| 8                    | 1, 8, 68, 78 4101, 4102                      |
| 20                   | 1, 2, 2A, 12, 20, 20A, 21, 23, 26 4101, 4102 |

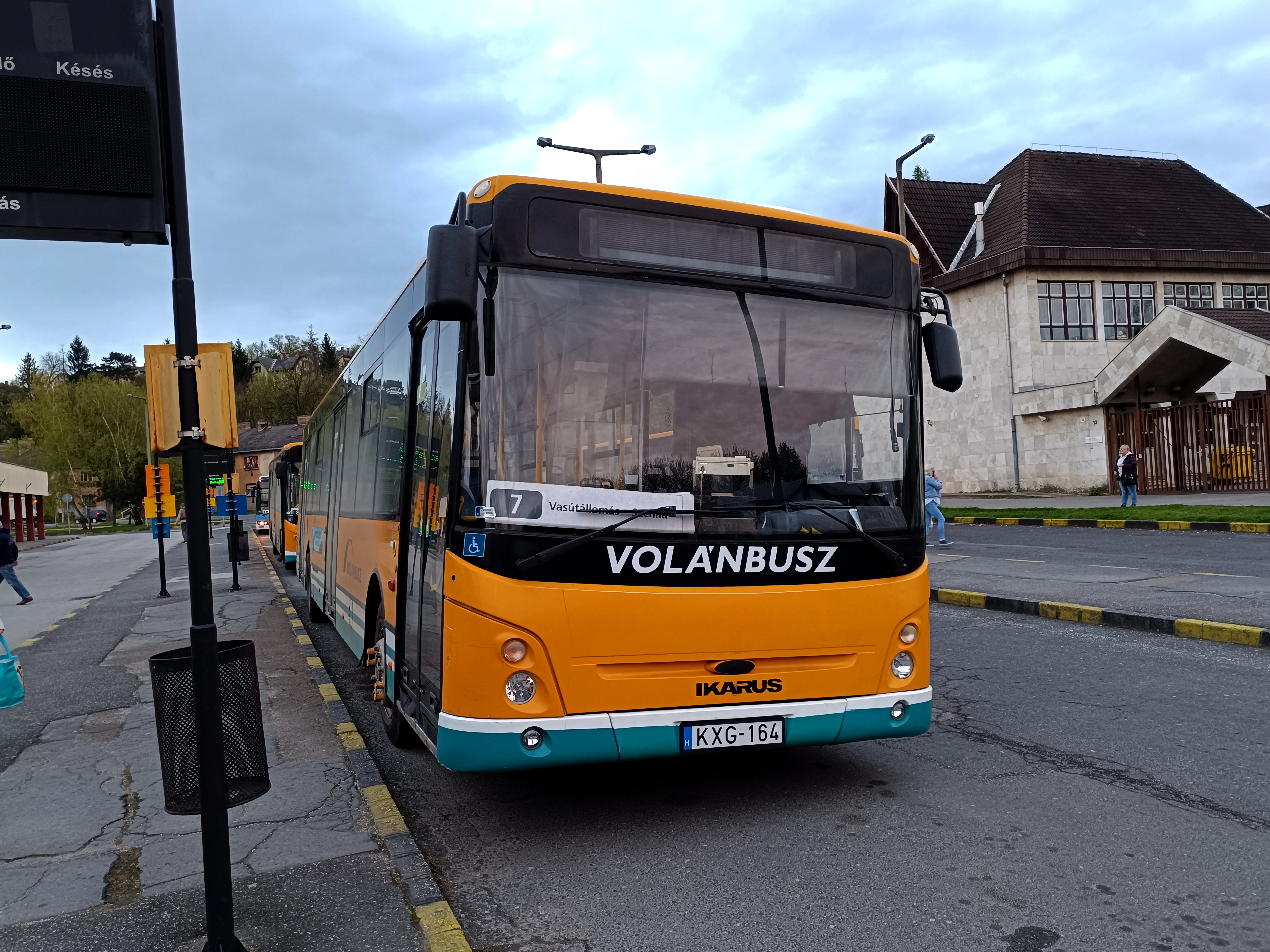
Kora reggel Szennára indul

Megjegyzés: Közigazgatási határokon túli utazás csak a helyközi járatokon érvényes utazási feltételekkel lehetséges.
Díjmentes utazásra jogosultak
- a felnőtt kíséretében utazó gyermek a 6. életéve betöltéséig,
- a vak személy, aki vakok személyi járadékában részesül, az erről szóló igazolás alapján,
- illetve a Magyar Államkincstár által kiadott sorszámozott igazolvány igazolásával;
- vagy a Magyar Vakok és Gyengénlátók Országos Szövetségének érvényes arcképes igazolványával rendelkezik; valamint egy fő kísérő
- Hallássérült személyek a Siketek és Nagyothallók Országos Szövetségének érvényes igazolványával rendelkezők, plusz 1 fő kísérő
- Magasabb összegű családi pótlékban részesülő gyermek, valamint a súlyosan fogyatékos személy Magyar Államkincstár (MÁK) igazolvány felmutatása mellett, plusz 1 fő kísérő
- 65 éven felüli magyar állampolgárok (személyi igazolvánnyal),
- az Európai Unió más tagállamának állampolgára valamint nemzetközi szerződés alapján a szerződés hatálya alá tartozó külföldi állampolgár,
- hadirokkant és hadiözvegy, valamint a hadigondozási igazolványban feltüntetett 1 kísérő
- a 75%-os vagy annál nagyobb mértékben rokkant hadirokkant családtagja
- a rokkantsági járadékos, ha ezt a lakóhelye szerint illetékes jegyző igazolja.

Pótdíjak (2013. július 1-től)
- Jármű beszennyezése: 4000 Ft.
- Jegy/Bérlet nélküli utazás: 8000 Ft. (8 napon túl 12000 Ft.)

Egyéb
- Helyi menetrendi kisfüzet: 200 Ft.

## Helyközi tömegközlekedés

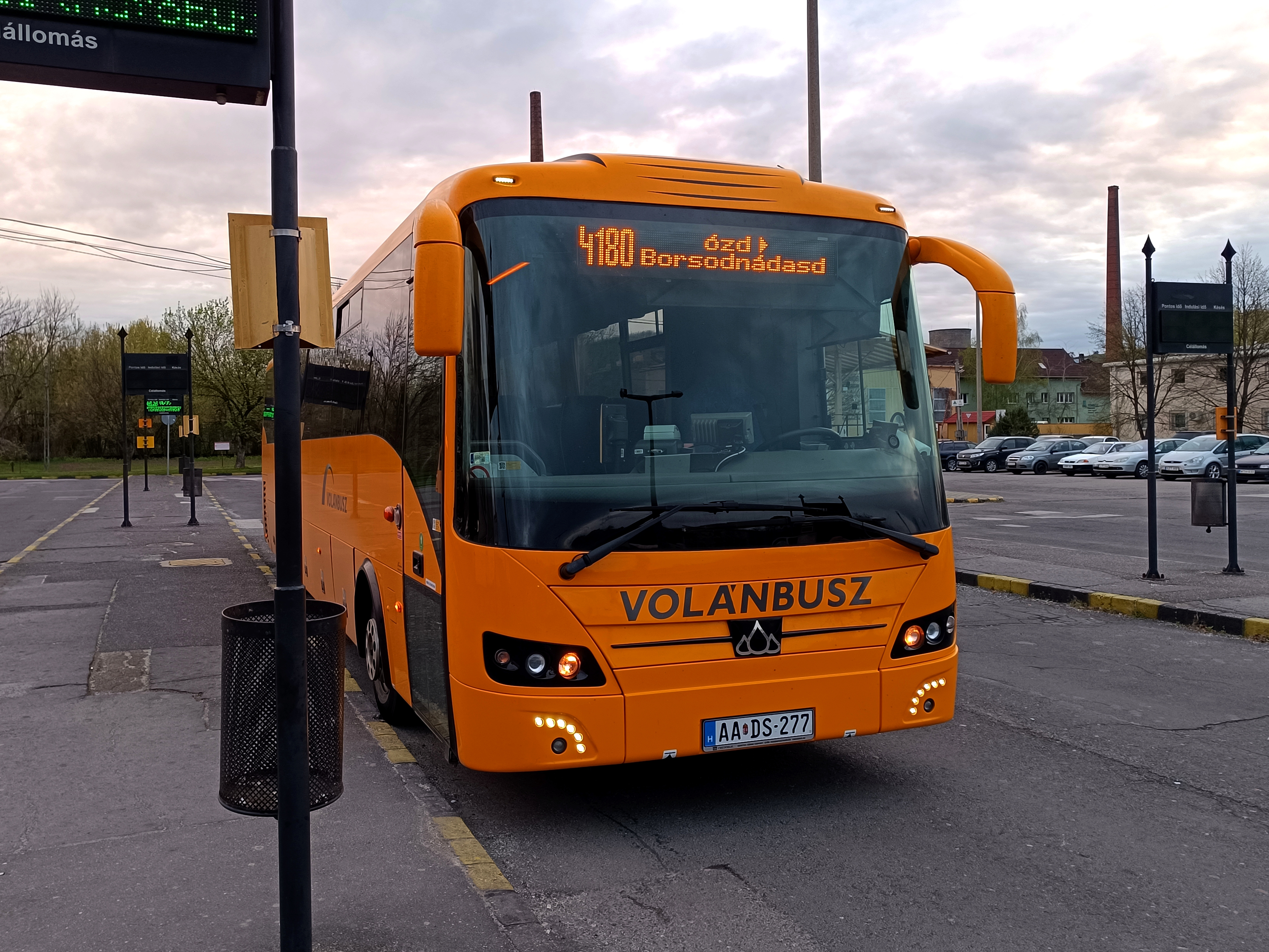
Az indítóban

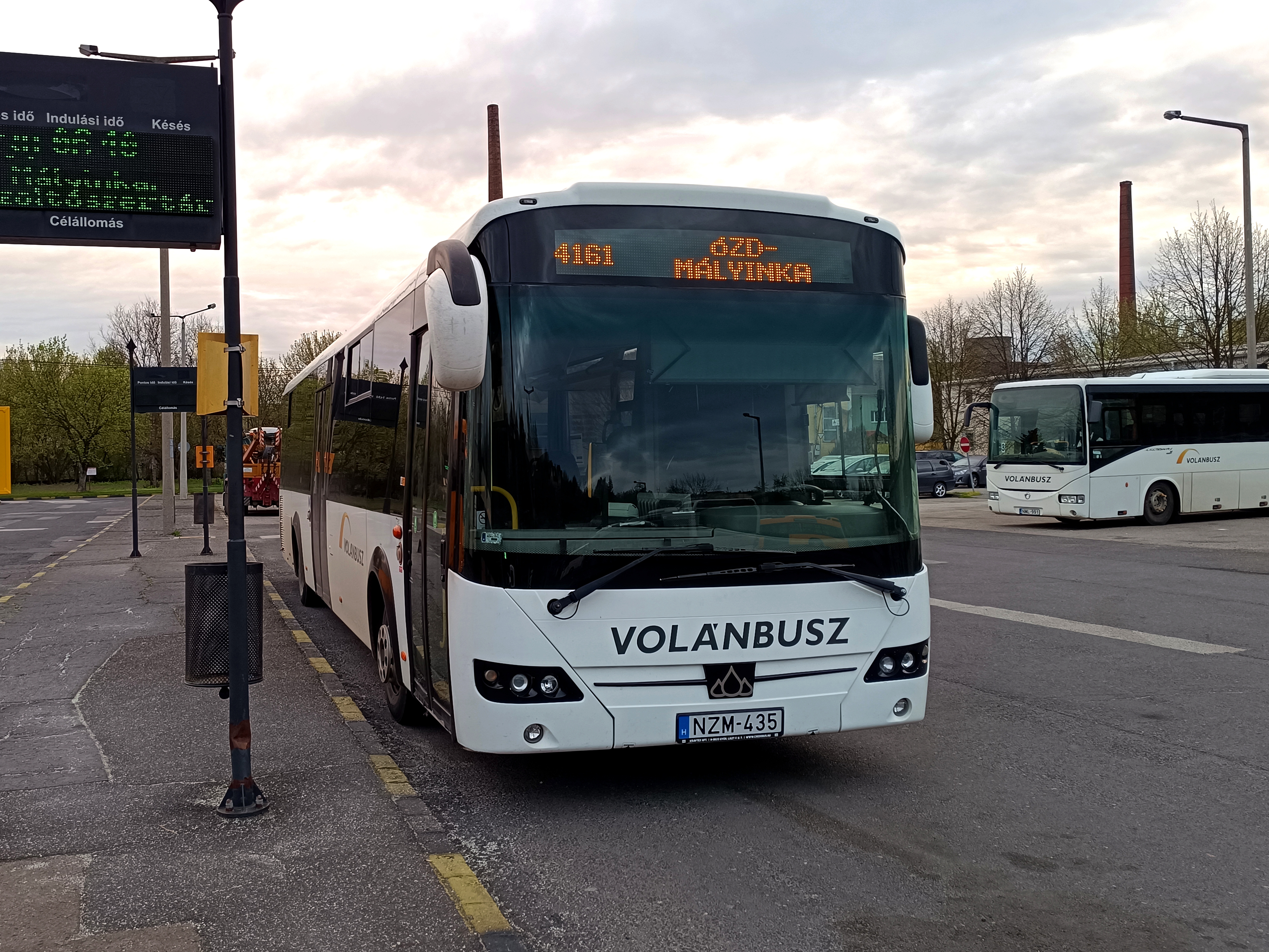
Leginkább szóló buszok jellemzőek Ózdra

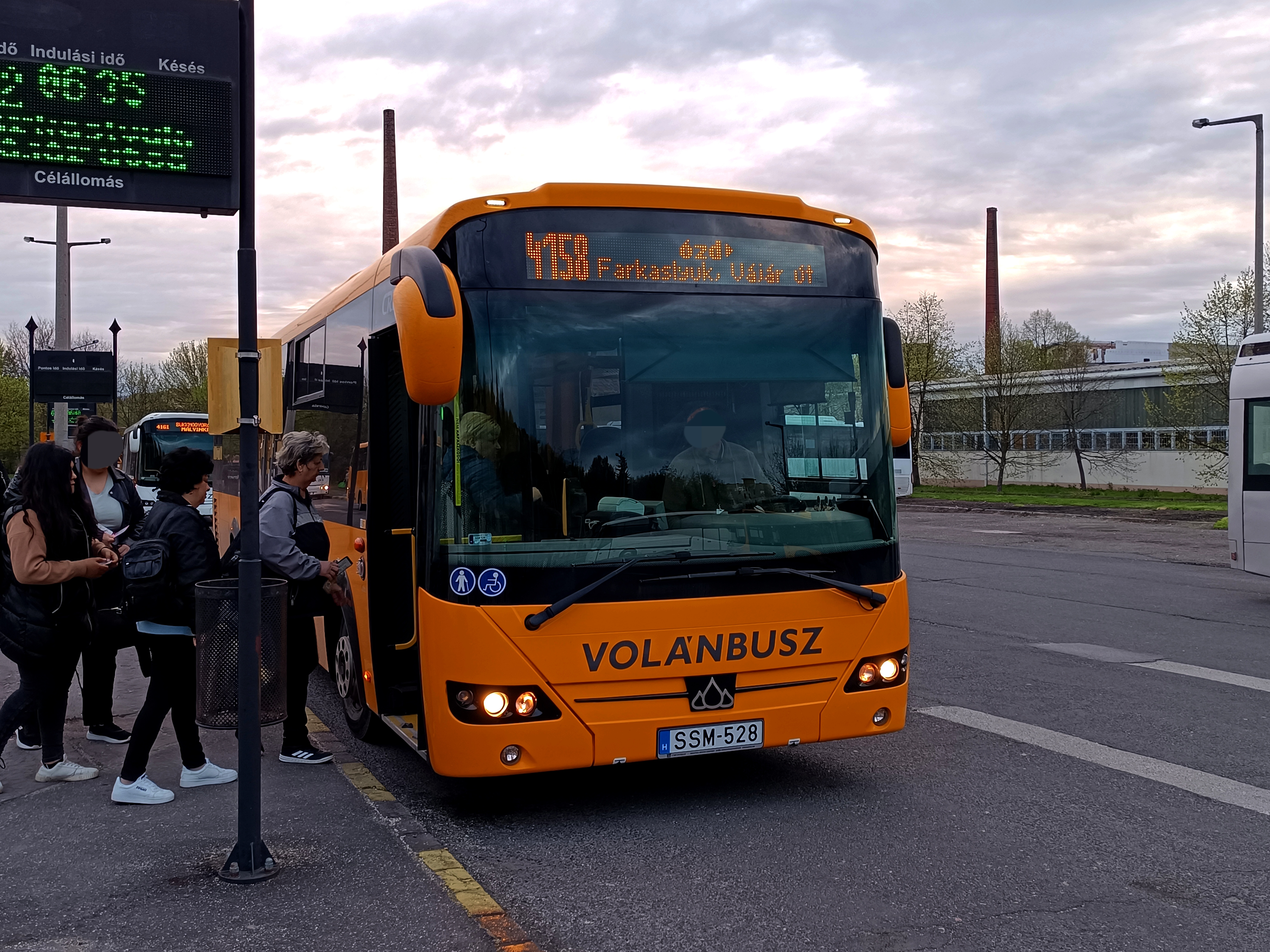
Rövid viszonylatok is léteznek

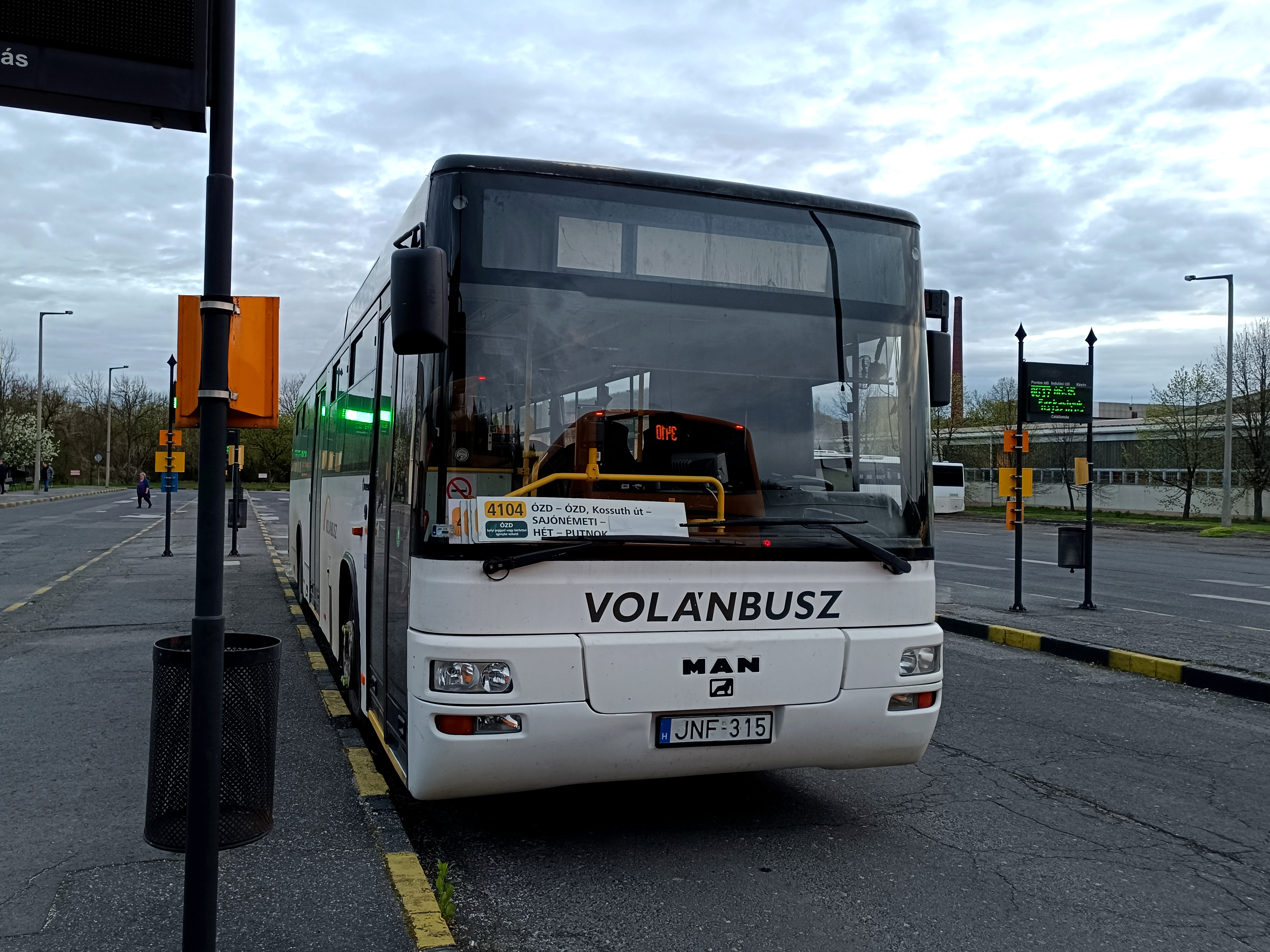
Az egyik MAN Lion's Classic egyike

### Helyközi vonalhálózat
A MÁV Személyszállítási Zrt. II. számú forgalmi telephelye és területi igazgatósága Ózdon található, az ózdi és kazincbarcikai autóbusz-állomások és környéki járatok utazóközönségét szolgálja ki. Járatok indulnak a térség kisebb városaiba, községeibe és faluiba, de közvetlen járatok közlekednek a fővárosba Budapestre, így Gyöngyösre is, Debrecenbe, Miskolcra, Egerbe és Salgótarjánba, valamint közlekednek még járatok Aggtelekre is.

#### Ózdon végállomásozó
Országos / távolsági autóbuszjáratok
- 1031-es busz: Budapest – Bátonyterenye – Ózd
- 1051-es busz: Ózd – Eger – Budapest
- 1369-es busz: Ózd – Miskolc – Tiszaújváros – Hajdúnánás – Nyíregyháza (Ózdon helyijárati jelleggel közlekedik)
- 1410-es busz: Debrecen – Tiszaújváros – Miskolc – Ózd
- 1411-es busz: Ózd – Miskolc – M3-as autópálya – Debrecen

 Helyközi autóbuszjáratok
- 3410-es busz: Eger, Tompa utca – Bélapátfalva – Ózd
- 3412-es busz: Eger – Bélapátfalva – Ózd
- 3773-as busz: Miskolc – Kazincbarcika – Putnok – Ózd
- 4101-es busz: Ózd – Farkaslyuk (Ózdon helyijárati jelleggel közlekedik)
- 4102-es busz: Ózd – Hangony – Kissikátor – Domaháza (Ózdon helyijárati jelleggel közlekedik)
- 4104-es busz: Ózd – Putnok – Ragály – Aggtelek – Jósvafő (Ózdon helyijárati jelleggel közlekedik)
- 4140-es busz: Ózd – Putnok – Ragály – Aggtelek
- 4145-ös busz: Ózd – Sajónémeti – Putnok
- 4147-es busz: Ózd – Királd – Putnok
- 4148-as busz: Ózd – Borsodbóta – Putnok
- 4150-es busz: Ózd – Királd – Uppony
- 4151-es busz: Ózd – Sáta – Putnok
- 4153-as busz: Ózd – Csokvaomány – Sáta – Mályinka – Kazincbarcika
- 4154-es busz: Kazincbarcika – Tardona – Sáta – Csokvaomány – Ózd
- 4155-ös busz: Ózd – Sáta
- 4157-es busz: Ózd – Eger – Mezőkövesd
- 4158-as busz: Ózd – Farkaslyuk
- 4160-as busz: Ózd – Csernely – Csokvaomány – Dédestapolcsány – Mályinka
- 4161-es busz: Ózd – Bükkmogyorósd – Csokvaomány – Dédestapolcsány – Mályinka
- 4180-as busz: Ózd – Arló – Borsodnádasd
- 4185-ös busz: Ózd – Borsodszentgyörgy
- 4186-os busz: Ózd – Hangony – Kissikátor – Domaháza

#### Ózdon áthaladó autóbuszjáratok
- 1034-es busz: Budapest – Bátonyterenye – Ózd – Jósvafő
- 1384-es busz: Miskolc – Ózd – Pétervására – Salgótarján (Ózdon helyijárati jelleggel közlekedik)
- 3770-es busz: Miskolc – Kazincbarcika – Putnok – Ózd – Borsodnádasd (Ózdon helyijárati jelleggel közlekedik)

### Helyközi járműállomány
A lentebb felsorolt járműtípusok, kifejezetten Ózd és környékére jellemzőek helyközi vonalakon, valamint ezen lista nem képezi a Borsod Volán teljes járműállományát és járműtípusait.
- 1 darab Ikarus 256 típusú autóbusz (JSZ-375)
- 3 darab Credo EC 12-es típusú autóbusz (FLR-988, LHT-802, 803)
- 13 darab Credo Econell 12-es típusú autóbusz (NZM-421, 435, 437, 441, SSM-524 – 532)
- 3 darab Alfa Regio típusú autóbusz (FKE-799, KMB-045, KXG-397)
- 4 darab Ikarus E134-es típusú autóbusz (LTG-508, 556, 557, LVM-735)
- 3 darab Ikarus E127-es típusú autóbusz (LKK-013, LKK-249, LMX-685)
- 3 darab MAN Lion's Classic típusú autóbusz (IPJ-471, JEL-058, JNF-315)

Csuklós járművek
- 4 darab MAN Lion's City G típusú autóbusz (SRD-343 – 346)

Távolsági járművek
- 2 darab Scania Touring HD típusú autóbusz (MLG-011, MHX-255)
- 2 darab Mercedes-Benz Intouro típusú autóbusz (NRL-919, 931)
- 1 darab Irisbus Crossway típusú autóbusz (NML-991)

### Helyközi tarifák
Menetjegyek és Bérletigazolványok
Az autóbuszjárat csak érvényes regisztrációs jeggyel, menetjeggyel, BAZ vármegyebérlettel, országbérlettel, illetve az utazási jogosultság egyéb módon történő
igazolásával (továbbiakban együtt: utazási igazolvány) vehető igénybe. Az egyes utazási igazolványok használatát jogszabályok
vagy a díjszabás különböző jogosultságokhoz köti. Az olyan utazási igazolványok, amelyek használatához a jogosultság
igazolása is szükséges, csak a megfelelő igazolással együtt érvényesek. A 65 év feletti és 14 év alatti személyek ingyen részt vehetnek a közlekedésben.
Érvényes utazási igazolvánnyal (menetjeggyel, regisztrációs jeggyel, bérlettel vagy más utazásra jogosító okmánnyal) nem rendelkező
utasnak legkésőbb az autóbuszra felszálláskor felhívás nélkül menetjegyet, regisztrációs jegyet vagy bérletet kell váltania.
Az utazási igazolvánnyal, menetjeggyel, regisztrációs jeggyel rendelkező utasnak szintén legkésőbb felszálláskor kell utazási
igazolványát, menetjegyét kezelnie, kezeltetnie, az autóbuszvezető által történő előzetes ellenőrzésre felmutatnia stb., vagy
utazási jogosultságát egyéb alkalmas módon igazolnia. Az utas a különböző utazási jogosultságokat biztosító (utazási) igazolványokat
a különböző jogosultságokat igazoló dokumentumokkal együtt köteles az autóbuszvezetőnek, a jegykezelőnek, ellenőrnek
felmutatni, illetve szükség esetén ellenőrzésre átadni.
A megváltott, kezelt, kezeltetett, illetve felmutatott utazási igazolványt, menetjegyet, regisztrációs jegyet, illetve egyéb utazásra
jogosító dokumentumot az utas az utazás teljes időtartama alatt köteles megőrizni.
Az utazási igazolványt, menetjegyet, regisztrációs jegyet, illetve egyéb utazásra jogosító dokumentumot ellenőrzés céljából
az utazás megkezdése előtt, az autóbuszra történő felszálláskor, az utazás teljes tartama alatt, illetve az autóbuszra történő
leszálláskor az autóbuszjárat személyzete vagy az ellenőr erre irányuló felhívására fel kell mutatni, illetve szükség esetén át kell
adni.
Az az utazási igazolvány, amely annyira megrongálódott, hogy emiatt ellenőrzése lehetetlenné vált, utazásra érvénytelen. Ugyancsak
érvénytelen utazásra az olyan utazási igazolvány, amelynek adatait illetéktelenül megváltoztatták.
Az ilyen utazási igazolványokat
a VOLÁN bevonja, az utasnak pedig helyette menetjegyet kell váltania.
Az utazási igazolvány csak arra a viszonylatra, területre, autóbuszjáratra és időtartamra, illetve annyi utazási alkalomra érvényes,
amelyre azt kiadták, illetve érvényesítették (kezelték). Az egyes utazási igazolványok érvényességének részletes szabályait
a díjszabás tartalmazza.
Az utazási igazolványokat az azzal történő utazás megkezdése után átruházni nem szabad.
Jogosulatlanul használt utazási igazolványok vagy azok, amelyekhez a jogosultságot igazolni nem tudják, érvénytelenek.
Pótdíjak
A megállapított menetdíj vagy pótjegy díján felül 8000 Ft pótdíjat fizet az, aki
- autóbuszon tovább utazik annál a távolságnál, mint amelyre a menetjegye érvényes, kivéve, ha az első jegyellenőrzést megelőzően a továbbutazás tényét önként jelzi a gépjárművezetőnek, és a távolság különbözetre a menetjegyet megváltja,
- autóbuszon jegy nélkül, érvénytelen jeggyel, bérlettel vagy érvénytelen utazási igazolvánnyal kísérli meg az utazást,
- érvénytelen (pl. lejárt érvényességű) kedvezményre jogosító igazolvánnyal, igazolással veszi igénybe a kedvezményt,
- az utazási kedvezményt jogosulatlanul veszi igénybe, vagy jogosultságát az előírt módon igazolni nem tudja,
- a menetjegyet, vagy az egyéb utazásra jogosító igazolványt meghamisítva használja fel,
- a névre szóló menetjegyet, bérletét vagy más, utazásra vagy kedvezmény igénybe vételére jogosító igazolványát, igazolását arra jogosulatlan részére felhasználásra átadja vagy a más nevére szóló ilyen okmányokat felhasználja,
- a jegyvizsgálatot megakadályozza, vagy a jegyvizsgálathoz szükséges személyes adatainak eltitkolása miatt hatósági eljárás igénybevételét teszi szükségessé,
- az utazási feltételeket a 8. pontban külön nem szabályozott módon megsérti, különösen, ha olyan tárgyat vagy élő állatot visz be a járműbe, amely kézipoggyászként nem szállítható,
- a járművet poggyászával, ruházatával vagy más módon beszennyezi,
- aki a dohányzási tilalmat megszegi, és járművön, állomási területen dohányzik.

Ha az utas a megállapított pótdíjat 30 napon belül nem egyenlíti ki, akkor a pótdíj összege 12000,-Ft-ra emelkedik.
1300 Ft utólagos bemutatási díjat köteles fizetni az, aki az ellenőrzés során feltárt hiányosságot 15 napon belül pótolja, és azt hitelesen bemutatja.
Egyéb
- Helyközi menetrendi kisfüzet: 200 Ft.

## Vasúti közlekedés

### Vasúthálózat

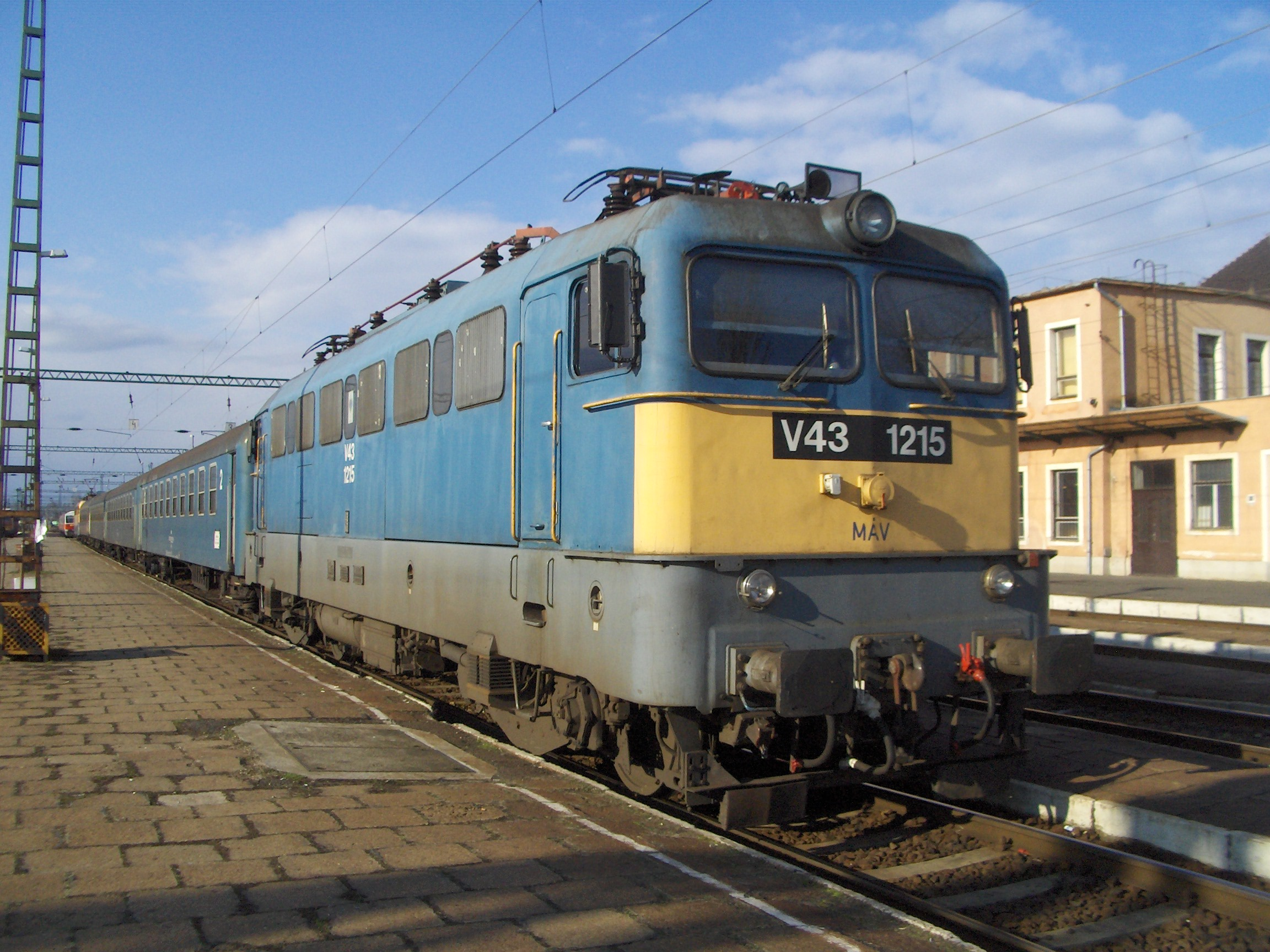
MÁV V43-as villamosmozdony

Ózd várost vasúton a Borsod-Abaúj-Zemplén megyében fekvő 92-es számú Miskolc–Bánréve–Ózd-vasútvonalon lehet elérni, melyet a MÁV Magyar Államvasutak Zrt. látja el. A vasútvonal Sajószentpéterig kétvágányú és Kazincbarcikáig villamosított, utána Ózdig egyvágányú és villamosítatlan.
 Vasútvonalak
- 92-es vonal: Miskolc – Bánréve – Ózd

### Vasúti járműállomány
Az itt említett járművek nem a MÁV teljes járműállományát mutatják csak a 92-es vonalon közlekedő ózdi érdekeltségű jármű típusokat.
- MÁV V43-as típusú villamosmozdony, mely csak Kazincbarcikáig közlekedett a villamosított pályán 2020-ig. 2022-től vasárnap és ünnepnapokon Kazincbarcikáig egy pár FLIRT motorvonat is közlekedik.
- Bzmot típusú motorvonat, Miskolc és Ózd között közlekedik.

## Érdekességek

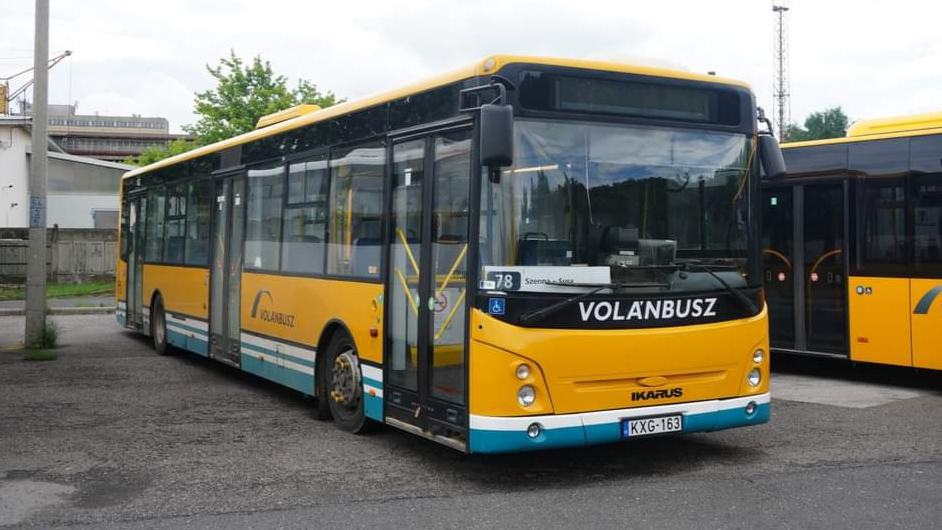
A leghosszabb viszonylat

- A legrövidebb helyi autóbuszvonal címmel az 1-es busz büszkélkedhet a mindössze 1.8 km-es útvonalhosszal az ózdi autóbusz-állomás és a város kórháza között.
- A leghosszabb helyi autóbuszvonal címmel a 78-as busz büszkélkedhet, a helyi buszállomásról indulva először az egykori önálló Szenna falvat, majd északi irányban haladva Ráctag peremét, az egykori a 8A buszok végállomását, Urajt és a szlovák határhoz közeli Susát érinti. A buszok körjárat esetén 29.4 kilométert tesznek meg.
- A legrövidebb helyi menetidővel rendelkező autóbuszvonalnak járó címet szintén az 1-es busz vitte el a maga 5 perces menetidejével.
- A leghosszabb helyi menetidővel pedig szintúgy a 78-as busz büszkélkedhet az 57 perces menetidejével Velencetelepen, Szennán, Urajon, Susán át és vissza.
- A legkevesebb helyi megállóval mindössze 5 pár megállóval szintén az 1-es busz vitte el ezt a címet.
- A legtöbb azaz 42 pár helyi megállóval a 78-as busz rendelkezik.
- Ózdon viszonylag sok ráncajtós Ikarus busznál előfordult, hogy a hátsó ajtókat első ajtószárnyakra cserélték, mivel azok jobb állapotban voltak. Ilyen volt többek között a BHK-483, a BHK-486, a CKH-258 és a CKH-504 is. Jelenleg egyik sincs menetrend szerinti forgalomban.